# 우이페슈트
부다페스트 4구(헝가리어: Budapest IV. kerülete), 우이페슈트(헝가리어: Újpest)는 헝가리 부다페스트를 구성하는 23개의 구 중 하나다.